# Sjef van Run
Jozephus Johannes Antonius Franciscus van Run (Bois-le-Duc, 12 gennaio 1904 – Eindhoven, 17 dicembre 1973) è stato un calciatore olandese, di ruolo difensore.

## Carriera
Vinse il campionato olandese nel 1929 e nel 1935.

## Palmarès

### Club

#### Competizioni nazionali
- Campionato olandese: 2

PSV: 1928-1929, 1934-1935